# Cohors XV Voluntariorum
Die Cohors XV Voluntariorum [civium Romanorum] [pia fidelis] (deutsch 15. Kohorte der Freiwilligen [der römischen Bürger] [loyal und treu]) war eine römische Auxiliareinheit. Sie ist durch Militärdiplome, Inschriften und Ziegelstempel belegt.

## Namensbestandteile
- Cohors: Die Kohorte war eine Infanterieeinheit der Auxiliartruppen in der römischen Armee.

- XV: Die römische Zahl steht für die Ordnungszahl die fünfzehnte (lateinisch quinta decima). Daher wird der Name dieser Militäreinheit als Cohors quinta decima .. ausgesprochen.

- Voluntariorum: der Freiwilligen.

- civium Romanorum: der römischen Bürger. Die Soldaten der Kohorte wurden bei Aufstellung der Einheit vermutlich aus römischen Bürgern rekrutiert.[A 1]

- pia fidelis: loyal und treu. Domitian (81–96) verlieh den ihm treu gebliebenen römischen Streitkräften in Germania inferior nach der Niederschlagung des Aufstands von Lucius Antonius Saturninus die Ehrenbezeichnung pia fidelis Domitiana.[1] Der Zusatz kommt in einer Inschrift[2] vor.

Da es keine Hinweise auf die Namenszusätze milliaria (1000 Mann) und equitata (teilberitten) gibt, ist davon auszugehen, dass es sich um eine Cohors (quingenaria) peditata, eine reine Infanterie-Kohorte, handelt. Die Sollstärke der Einheit lag bei 480 Mann, bestehend aus 6 Centurien mit jeweils 80 Mann.

## Geschichte
Die Kohorte war in den Provinzen Africa und Germania inferior (in dieser Reihenfolge) stationiert. Sie ist auf Militärdiplomen für das Jahr 152 n. Chr. aufgeführt.
Die Einheit wurde nach ihrer Aufstellung in Italien unter Augustus in die Provinz Africa verlegt, wo sie durch Inschriften belegt ist. Sie war dort vermutlich von 12/14 bis spätestens 75 n. Chr. stationiert.
Zu einem unbestimmten Zeitpunkt wurde die Kohorte in die Provinz Germania inferior verlegt, wo sie erstmals durch Ziegelstempel belegt ist, die in die frühe flavische Zeit datiert werden. Durch Diplome ist die Einheit erstmals 152 in Germania inferior nachgewiesen. In den Diplomen wird die Kohorte als Teil der Truppen (siehe Römische Streitkräfte in Germania) aufgeführt, die in der Provinz stationiert waren.
Der letzte Nachweis der Einheit beruht auf einer Inschrift, die auf 200/201 datiert wird.

## Standorte
Standorte der Kohorte in Africa waren möglicherweise:
- Ammaedara (Haïdra): drei Inschriften[7] wurden hier gefunden.

Standorte der Kohorte in Germania waren möglicherweise:
- Albaniana (Alphen aan den Rijn)
- Laurium (Woerden)
- Matilo (Leiden-Roomburg): zwei Inschriften[8] wurden hier gefunden.
- Nigrum Pullum

Ziegel mit den Stempeln der Einheit wurden an den obigen Orten sowie weiteren Kastellplätzen in Germania inferior gefunden. Ein Ziegel mit dem Stempel ASRENAN C SEC NAT COH XV VOL belegt, dass Soldaten der Kohorte abgeordnet wurden, um in der rechtsrheinischen Tegularia transrhenana  Ziegel herzustellen.

## Angehörige der Kohorte
Folgende Angehörige der Kohorte sind bekannt.

### Kommandeure
| - [?], ein Tribun (CIL 8, 17721) - Marcus Artorius Priscillus Vicasius Sabidianus, ein Tribun. | - Caecil(ius) Bato (CIL 13, 8824) - Quintus Gavius Fulvius Proculus, ein Tribun. Er wird auf zwei Diplomen von 152 als Kommandeur genannt. |

### Sonstige
| - []rrus [], ein Soldat (CIL 8, 23255) - C(aius) Sec() Nat() (ZPE-139-294). Er war vermutlich der Vorgesetzte einer Abteilung Soldaten, die zur Herstellung von Ziegeln abkommandiert worden waren. - Githiossus, ein Fußsoldat: eines der Diplome von 152 (RMD 5, 408) wurde für ihn ausgestellt. | - P(ublius) Petilius Victorinus, ein Soldat (AE 1992, 1765) - Qu(intus) Domit[ius] Fusci[nus], ein Soldat (CIL 8, 23252) - Surodago, ein Fußsoldat: eines der Diplome von 152 (ZPE-148-262) wurde für ihn ausgestellt. |